# Liste de personnalités liées à la Picardie
Cette liste recense les personnages célèbres liés à la Picardie.

La Picardie dans ses limites du XVIIe siècle avec les communes et départements actuels

## Antiquité
- Martin de Tours (316-397), saint catholique et orthodoxe, connu pour avoir partagé son manteau avec un mendiant à Amiens un soir d'hiver en 334.
- Remi de Reims (437-533), né à Cerny-en-Laonnois, saint catholique connu pour avoir baptisé Clovis Ier.
- Saint Momble (VIIe siècle), apôtre de Chauny.

## Moyen-Âge

Blason de la Picardie

- Saint Léger (v. 615 - 678). Évêque d'Autun, il fut martyrisé à plusieurs reprises et mourut décapité dans la forêt de Sarcing, aujourd'hui Lucheux.
- Charles Martel (Vers 688-741), chef militaire franc, mort à Quierzy.
- Pépin le Bref (714-768), roi des Francs, couronné à Soissons en 751 et hypothétiquement né à Quierzy ou Laon.
- Bertrade de Laon (720-783), reine des Francs et mère de Charlemagne, née à Samoussy et morte à Choisy-au-Bac.
- Carloman Ier (751-771), né et couronné à Soissons, roi d'Austrasie, d'Alemanie et de Thuringe.
- Charlemagne (?-814), empereur d'Occident et roi des Francs, fut sacré à Noyon en 768, hypothétiquement né à Quierzy.
- Nithard (v. 800-v. 850), abbé de Saint-Riquier, rédacteur des Serments de Strasbourg.
- Baudouin Ier de Flandre (?-879), premier comte de Flandres, supposément né à Laon.
- Hugues Capet (941-987), roi de France, désigné à Senlis.
- Adalbéron de Laon (947-1030), prélat, né à Laon.
- Dudon de Saint-Quentin (960/965-v. 1042), chroniqueur, né dans le Vermandois.
- Roscelin de Compiègne (v. 1050-v. 1121), philosophe bénédictin né à Compiègne.
- Pierre l'Ermite (1053-1115), religieux qui prêcha la croisade, né à Amiens.
- Guibert de Nogent (1055-1125), chroniqueur né à Clermont-en-Beauvaisis et mort à l'abbaye de Nogent-sous-Coucy.
- Godefroy de Bouillon (v. 1058-1100), premier souverain du royaume de Jérusalem, participant à la première croisade, hypothétiquement né à Boulogne-sur-Mer.
- Adélaïde de Vermandois (v. 1062-v. 1122), comtesse de Vermandois et de Valois.
- Thomas de Marle (v. 1073-1130), seigneur de Coucy et La Fère, mort à Laon.
- Alain de Lille (1116/1117-1202/1203), écrivain français originaire de Lille.
- Nicolas d'Amiens (1147-v. 1204), chanoine d'Amiens, auteur et théologien.
- Bertolai de Laon, trouvère picard, auteur de la chanson de geste Raoul de Cambrai composée au Xe siècle et remaniée au XIIe siècle.
- Guernes de Pont-Sainte-Maxence, trouvère picard du XIIe siècle.
- Châtelain de Coucy, trouvère picard du XIIe siècle.
- Gautier d'Arras (1135-1189), né et mort à Arras, romancier.
- Conon de Béthune (1150-1220), trouvère et seigneur d'Artois.
- Blondel de Nesle (1155-?), né dans le Santerre, trouvère.
- Robert de Luzarches (v. 1160-1228), architecte de la cathédrale Notre-Dame d'Amiens, mort dans cette même ville.Gautier de Coinci, trouvère.

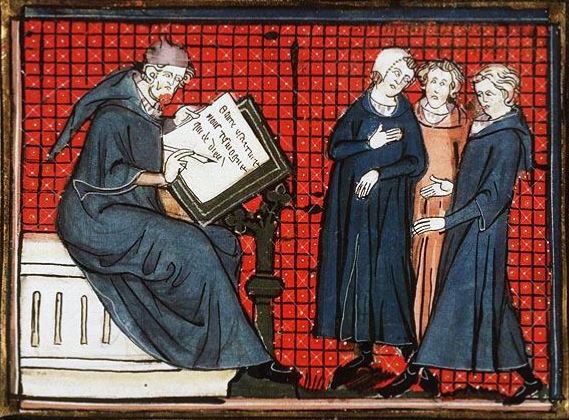
Gautier de Coinci, trouvère.

- Hélinand de Froidmont (1160-1229), né à Pronleroy ou Angivillers, poète, chroniqueur et écrivain ecclésiastique.
- Jean Bodel (Vers 1165-Vers 1210), trouvère picard arrageois, auteur du Jeu de saint Nicolas.
- Hugues de Pierrepont (1165-1229), originaire du diocèse de Laon, prince-évêque de Liège.
- Raoul de Houdenc (Vers 1165/1170-Vers 1230), originaire de Hodenc-en-Bray, poète et trouvère picard, auteur du roman arthurien Méraugis de Portlesguez.
- Jean Renart (Vers 1170-?), originaire de Soissons, romancier et trouvère.
- Robert de Clari (Vers 1170-Vers 1216), né à Cléry-sur-Somme, chroniqueur et chevalier croisé.
- Gautier de Coinci (1177-1236), prieur de Saint-Médard de Soissons, trouvère picard auteur des Miracles de Nostre Dame.
- Vincent de Beauvais (Vers 1184/1194-1264), né à Boran-sur-Oise et mort à l'abbaye de Royaumont, dominicain et encyclopédiste, auteur du Speculum maius.
- Renaut, originaire du Soissonnais, romancier.Adam de la Halle, trouvère picard.

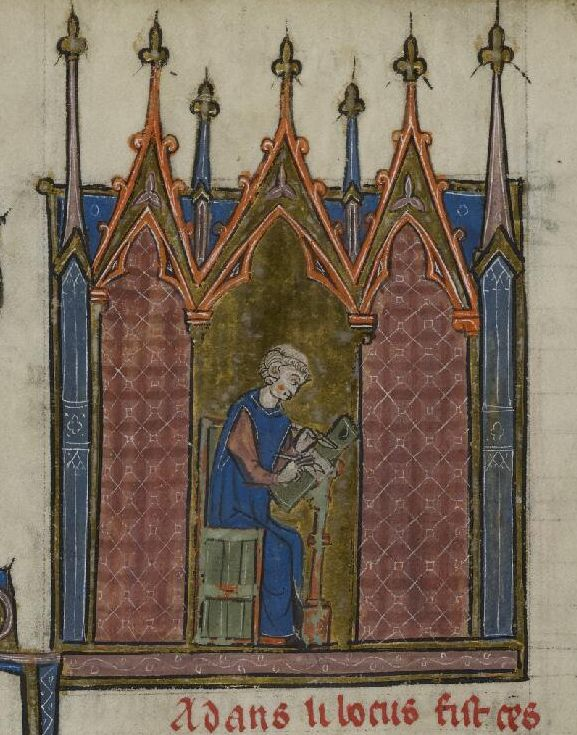
Adam de la Halle, trouvère picard.

- Guillaume le Clerc de Picardie, romancier.
- Moniot d'Arras, trouvère d'Arras.
- Douin de Lavesne, trouvère de Tugny-et-Pont.
- Perrin d'Angicourt, trouvère d'Angicourt.
- Cortebarbe, trouvère de Compiègne.
- Philippe de Nanteuil (?-v.1249), trouvère de Nanteuil-le-Haudouin.
- Gillebert de Berneville (?-1270), trouvère de Berneville.
- Baudouin de Condé (?-1280), trouvère du Hainaut.
- Richard de Fournival (1201-1259/1260), né à Amiens et chanoine du chapitre cathédral, auteur du Bestiaire d'Amour.
- Eustache d'Amiens (1203-?), trouvère picard.
- Philippe de Remy (Vers 1210-1265), trouvère picard originaire de Remy, auteur de La Manekine et Jehan et Blonde.
- Raoul de Soissons (1210-Après 1272), trouvère.
- Gui de Dampierre (v. 1226-1305), comte de Flandres, mort en captivité à Compiègne.
- Adam de la Halle (Vers 1240-Vers 1288), trouvère picard, né à Arras, auteur du Jeu de la feuillée.
- Marguerite Porete (1250-1310), écrivaine originaire de Valenciennes.
- Philippe de Beaumanoir (1250-1296), né dans le Beauvaisis, auteur des Coutumes de Beauvaisis, écrit juridique le plus accompli du XIIIe siècle[1], et fils de Philippe de Remy.
- Raoul de Beauvais, compositeur originaire du Beauvaisis.
- Girart d'Amiens, romancier, originaire d'Amiens.
- Jakemés, trouvère picard de la fin du XIIIe siècle, auteur du Roman du châtelain de Coucy et de la dame de Fayel.
- Gerbert de Montreuil, poète originaire de Montreuil-sur-Mer, auteur de la quatrième continuation du Perceval de Chrétien de Troyes.Eustache de Saint Pierre par Jean Simon Berthélemy.

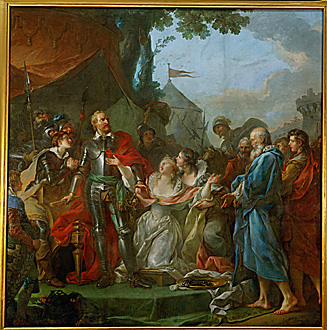
Eustache de Saint Pierre par Jean Simon Berthélemy.

- Charles IV le Bel (1294-1325), roi de France, né au château de Creil.
- Guillaume de Digulleville (1295-v. 1360), moine et écrivain, prieur à l'abbaye de Chaalis.
- Jean Buridan (1295/1300-Vers 1358), né à Béthune, philosophe.
- Jean de Venette (1307-1368), né à Venette, à qui l'on attribue généralement des Chroniques.
- Philippe de Mézières (v. 1327-1415), né à Mézières-en-Santerre, écrivain. Auteur, notamment, du Songe du Vieux Pèlerin.
- Jean Froissart (Vers 1337-Vers 1410), né à Valenciennes, connu pour ses célèbres Chroniques.
- Jean d'Arras, né à Cambrai et mort à Mons, romancier.
- Eustache de Saint Pierre, le plus célèbre des six bourgeois de Calais, qui se sacrifia pour implorer la grâce des habitants de Calais auprès du roi d'Angleterre Édouard III lors de la prise de la ville en août 1347.
- Colart de Laon (v. 1355-1417), né à Laon, peintre.
- Marie Ire de Coucy (1366-1405), née au château de Coucy, comtesse de Soissons de 1397 à 1404.
- Robert Campin (v. 1378-1444), né à Valenciennes et mort à Tournai, peintre primitif flamand.Agnès Sorel, Dame de Beauté et première maîtresse officielle du roi de France.

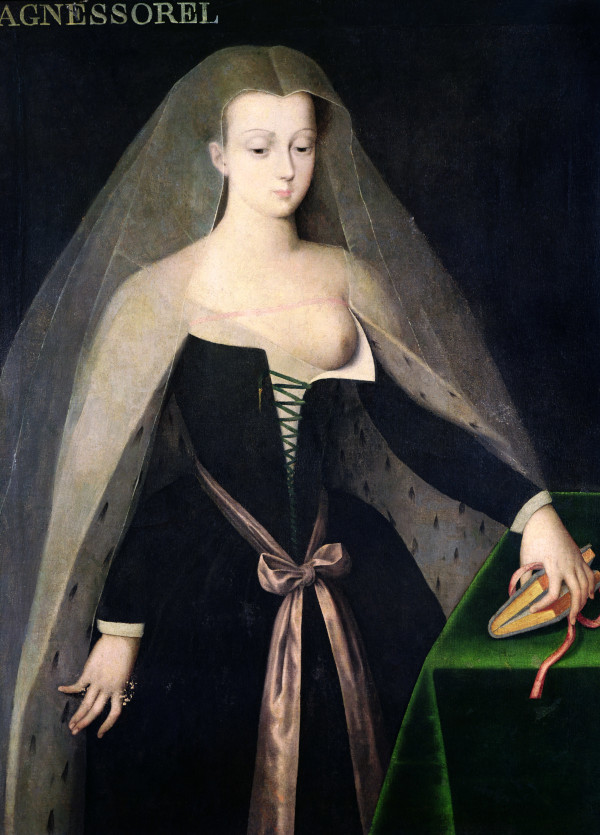
Agnès Sorel, Dame de Beauté et première maîtresse officielle du roi de France.

- Jean Wauquelin (?-1452), né dans le Beauvaisis septentrional, autour de Breteuil, et mort à Mons, écrivain.
- Jean Miélot (?-1472), né à Gueschart, romancier et poète.
- Enguerrand de Monstrelet (1390-1453), originaire de Fieffes-Montrelet, chroniqueur.
- Guillaume Dufay (1397-1474), originaire de Cambrai, compositeur.
- Roger de Le Pasture (1399/1400-1464), originaire de Tournai, peintre primitif flamand.
- Enguerrand Quarton (1410/1415-1466), originaire du diocèse de Laon, peintre de l'École de peinture d'Avignon influencé par Robert Campin et Roger de Le Pasture.
- Sébastien Mamerot (1418-Après 1478), né à Soissons, chroniqueur.
- Maître des Heures Collins, peintre actif à Amiens de 1430 à 1450.
- Arnoul Gréban (1420-1471), né à Compiègne ou au Mans, originaire du diocèse de Cambrai, dramaturge.
- Agnès Sorel (Vers 1422-1450), originaire de Maignelay-Montigny et peut-être née à Coudun, favorite de Charles VII.
- Jean Wauquelin (?-1452), natif de Picardie, écrivain actif à Mons.
- Bucarius (XVe siècle), chroniqueur originaire du Ternois.
- Simon Marmion (1425-1489), né près d'Amiens, peintre primitif flamand.
- Marie de Clèves (1426-1487), princesse de Clèves et duchesse d'Orléans, morte à Chauny.
- Jean Molinet (1435-1507), né à Desvres et mort à Valenciennes, chroniqueur et Grands Rhétoriqueur.Josquin des Prés, compositeur de la Renaissance

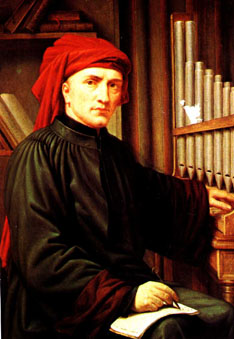
Josquin des Prés, compositeur de la Renaissance

- Jacques Lefèvre d'Étaples (Vers 1450-1536), né à Étaples, théologien et humaniste français.
- Valerand de la Varanne (1450-1550), originaire d'Abbeville, poète de langue latine.
- Josquin des Prés (1450/1455-1521), né probablement à Beaurevoir, compositeur de l'école franco-flamande.
- Jeanne Hachette (Vers 1454-?), née à Beauvais, héroïne française.
- Jean Mouton (v. 1459-1522), né à Samer et mort à Saint-Quentin, compositeur de la Renaissance.
- Martin Chambiges (1460-1532), mort à Beauvais, architecte des cathédrales de Senlis et de Beauvais.
- Jean Provost (v. 1465-1525/1529), né à Mons, peintre primitif flamand.
- John Bourchier (1467-1533), traducteur anglais, député à Calais.
- Charles de Bovelles (1471/1479-1553/1567), né à Sancourt et chanoine à Noyon, philosophe du début du XVIe siècle.
- Marie de Luxembourg (1472-1547), comtesse de Soissons, morte à La Fère.
- Jean Lemaire de Belges (1473-1524), né à Bavay, écrivain.
- Nicolas Herberay des Essarts (14??-1552), originaire de Picardie, traducteur-adaptateur en français du roman espagnol Amadis de Gaule.
- Anne de Montmorency (1493-1567), connétable et militaire français, né à Chantilly.
- François Vatable (1495-1546/1547), né à Gamaches, philosophe.

## XVIesiècle

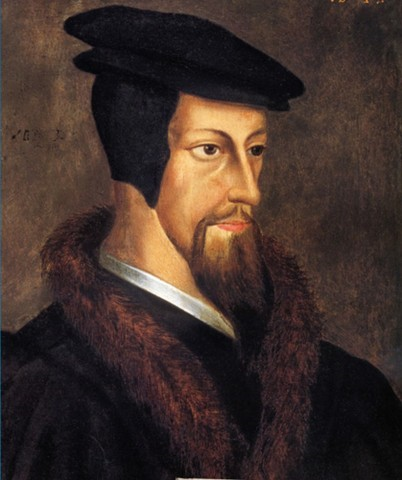
Jean Calvin, réformateur et théologien.

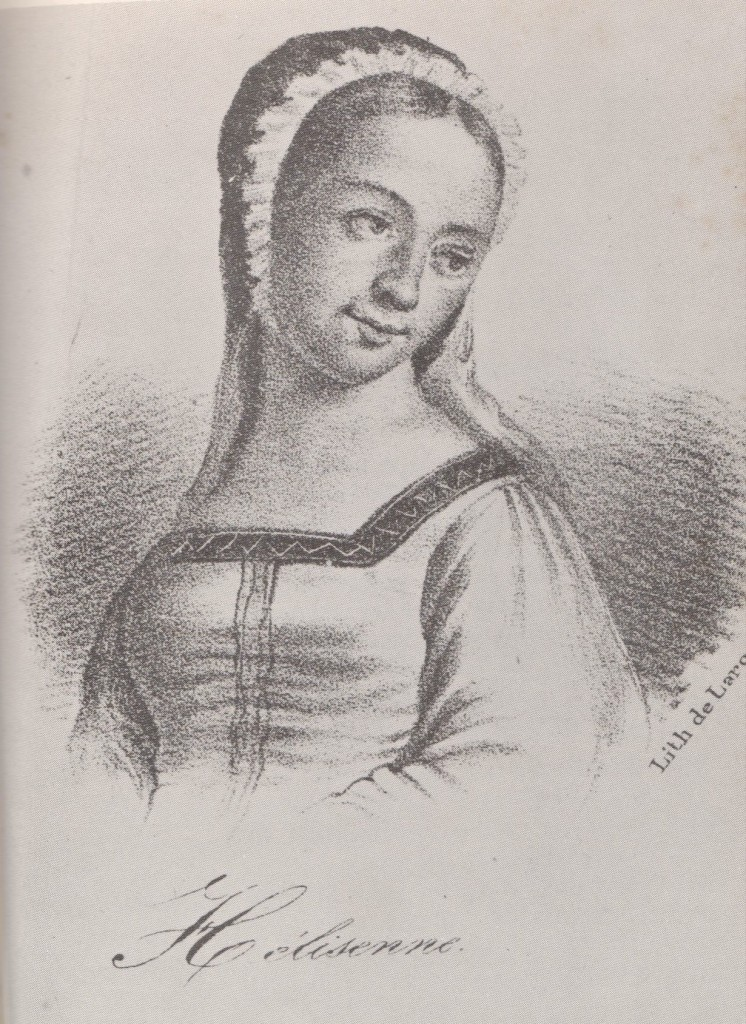
Hélisenne de Crenne, romancière humaniste.

- Antoine Fouquelin (c. 1500-1561), orateur, auteur d'une Rhétorique Française (1555), né à Chauny.
- Pierre Robert Olivétan (1506-1538), né à Noyon, érudit humaniste.
- Jean Fernel (1506-1558), originaire de Montdidier et ayant fait ses études à Clermont, médecin.
- Anne de Pisseleu (1508-1580), duchesse d'Étampes, favorite de François Ier.
- Jean Calvin (1509-1564), né à Noyon, réformateur protestant, auteur de l'Institution de la religion chrétienne et fondateur du calvinisme.
- Hélisenne de Crenne (Vers 1510-Après 1552), née à Abbeville, romancière humaniste des Angoysses douloureuses.
- Marie Fouré, habitante de Péronne, héroïne de la ville lors du siège de 1536.Portrait présumé de Gabrielle d'Estrées et une de ses sœurs, peint autour de 1600 par un auteur inconnu

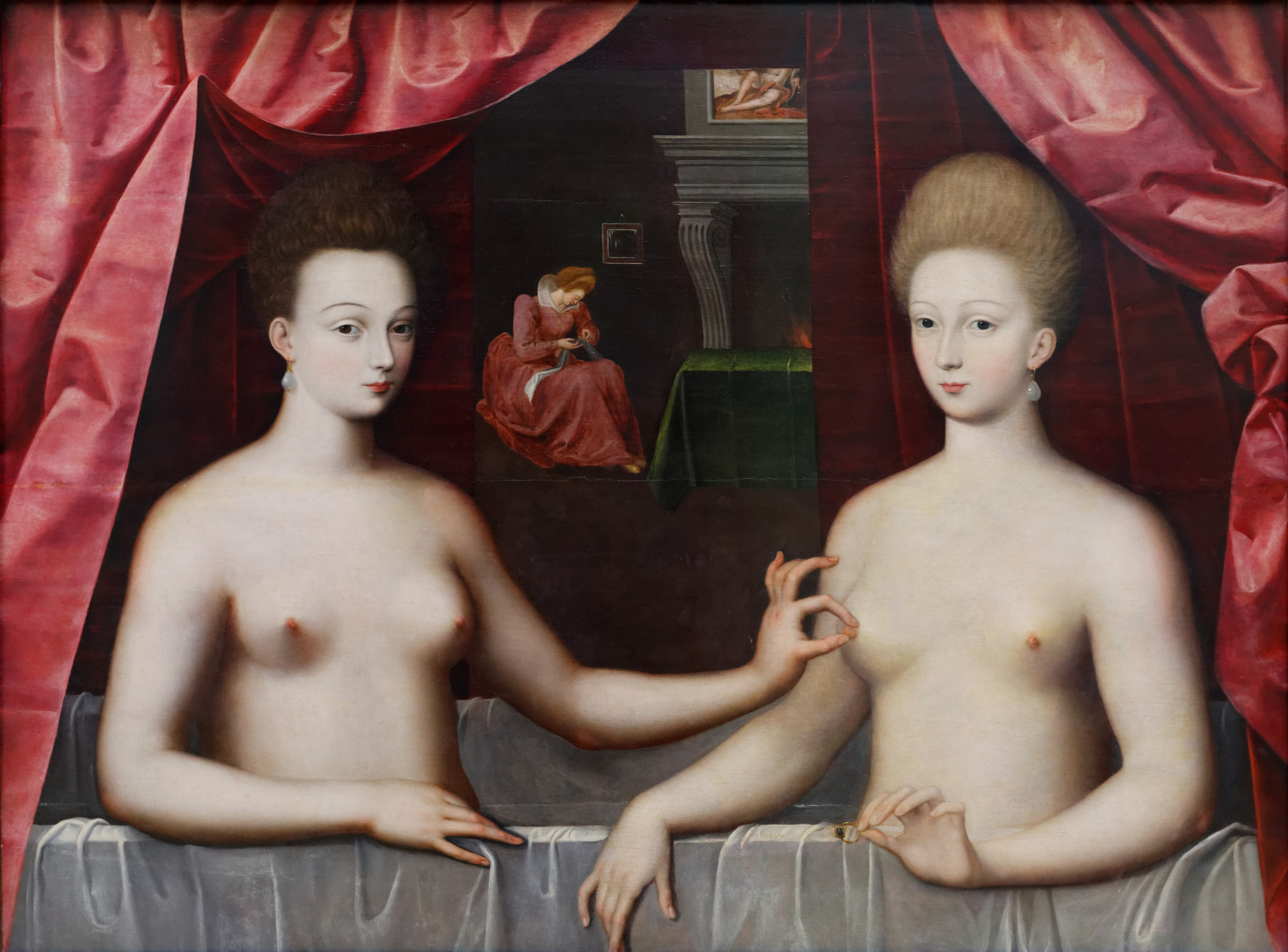
Portrait présumé de Gabrielle d'Estrées et une de ses sœurs, peint autour de 1600 par un auteur inconnu

- Louis Des Masures (1515-1574), originaire de Tournai, dramaturge.
- Pierre de La Ramée (1515-1572), né à Cuts, philosophe calviniste, massacré lors de la Saint-Barthélemy.
- Jean Bullant (Vers 1515-1578), né à Amiens, célèbre architecte des châteaux d'Écouen et de Chantilly.
- Denis Lambin (1516-1572), né à Montreuil-sur-Mer, humaniste de la Renaissance.
- Jeanne Harvilliers (1528-1578), née à Verberie et morte à Ribemont, accusée de sorcellerie et brûlée vive.
- François Dubois (1529-1584), né à Amiens, peintre célèbre pour son tableau Le Massacre de la Saint-Barthélemy.
- Jean Bodin (1529/1530-1596), angevin établi et mort à Laon, jurisconsulte, philosophe et théologien.
- Roland de Lassus (1532-1594), originaire de Mons, compositeur.Marie de Gournay, philosophe féministe et fille d'alliance de Montaigne.

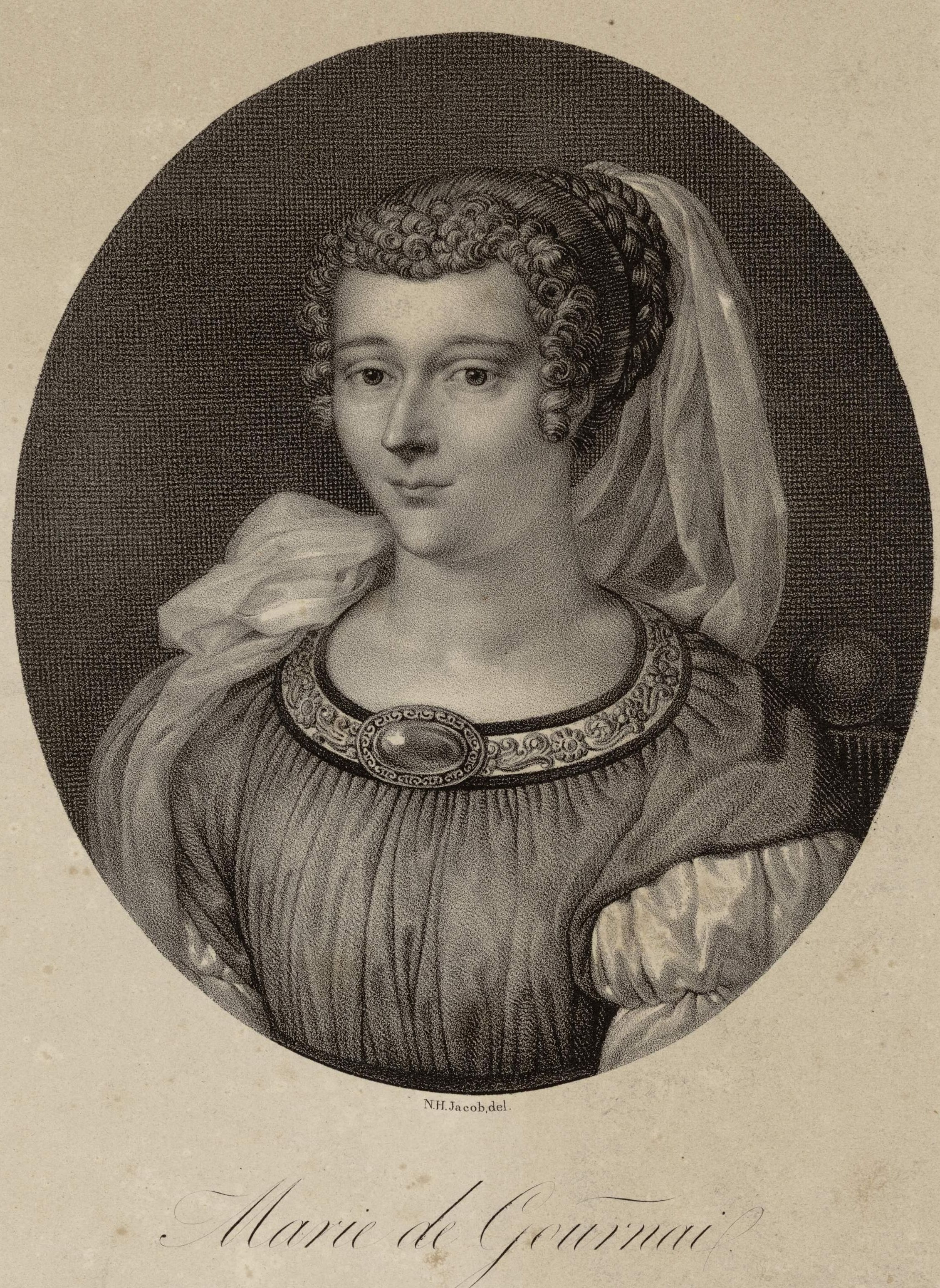
Marie de Gournay, philosophe féministe et fille d'alliance de Montaigne.

- Antoine Loysel (1536-1616/1617), originaire de Beauvais, avocat, magistrat et jurisconsulte.
- Jacques Grévin (1538-1570), né à Clermont-en-Beauvaisis, poète humaniste de la Pléiade.
- Eustache Du Caurroy (1549-1609), né à Gerberoy et formé à Beauvais, compositeur.
- Marie de Gournay (1565-1645), originaire de Gournay-sur-Aronde, philosophe et écrivaine, elle fut la fille d'alliance de Montaigne.
- Marie Le Gendre (1568-?), originaire de Picardie, écrivaine.
- Marc Lescarbot (1570-1641), né à Vervins, avocat, voyageur et écrivain.
- Gabrielle d'Estrées (1573-1599), née au château de Cœuvres, favorite de Henri IV et modèle tableau Gabrielle d'Estrées et une de ses sœurs
- Quentin Varin (1575-1626), peintre originaire de Beauvais qui fut actif à Amiens.
- Frères Le Nain, Antoine (1588-1648), Louis (1593-1648) et Mathieu (1607-1677), trio de frères peintres originaires de Laon.
- Vincent Voiture (1597-1648), né à Amiens, poète et épistolier du mouvement de la préciosité. Il est célèbre pour son sonnet pour la Belle matineuse, figurant au sein de l'Anthologie de la poésie française de Georges Pompidou.

## XVIIesiècle

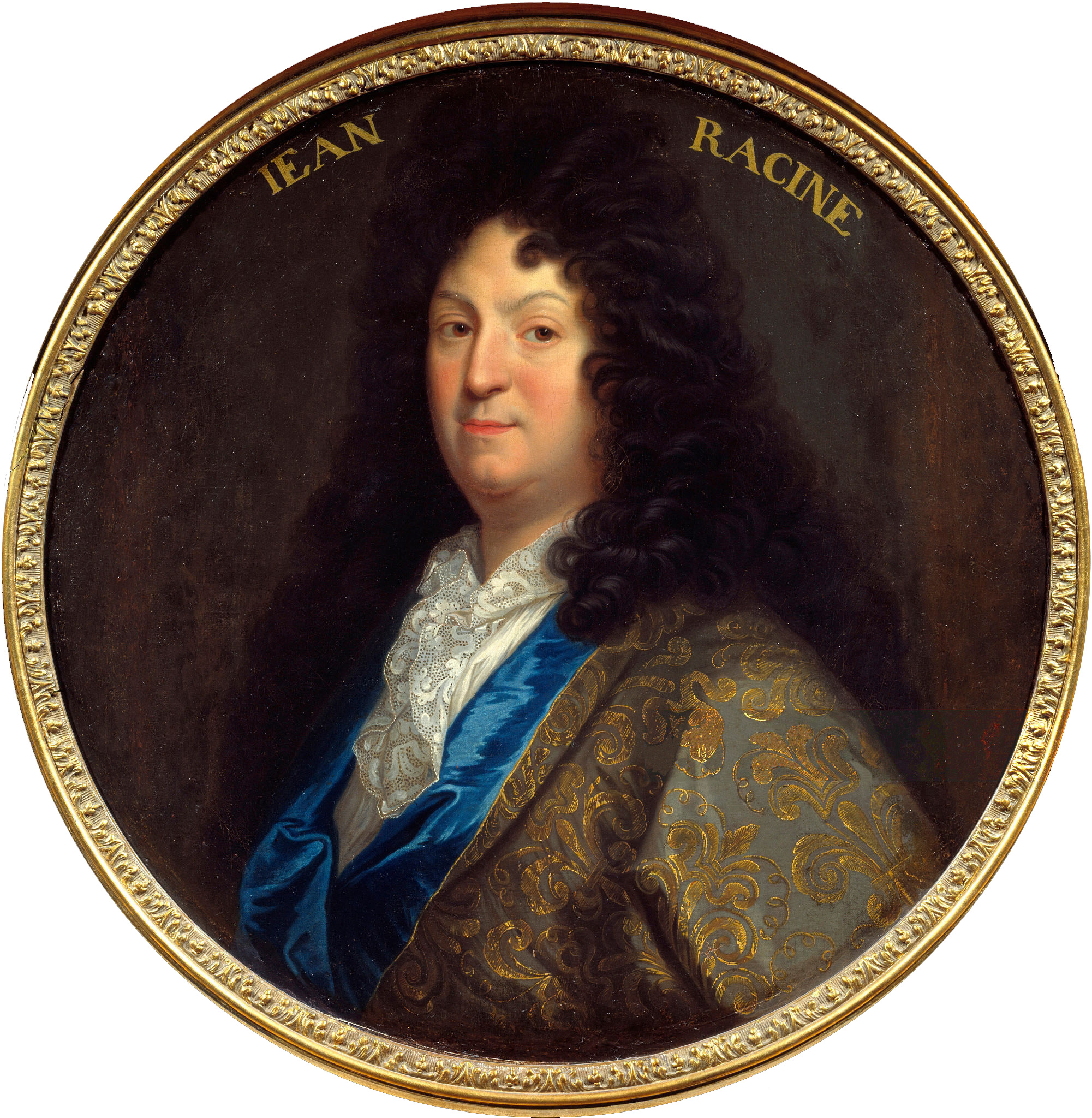
Jean Racine, dramaturge et poète.

- Antoine de Cousu (1600-1658), né à Amiens et mort à Saint-Quentin, essayiste et chansonnier.
- Nicolas Blasset (1600-1659), né et mort à Amiens, sculpteur, auteur de plusieurs œuvres dans la cathédrale d'Amiens.
- Nicolas Sanson (1600-1667), cartographe originaire d'Abbeville.
- Guy Patin (1601-1672), médecin et épistolier originaire de Hodenc-en-Bray.
- Pierre Patel (1604-1676), peintre, né à Chauny.
- Charles du Fresne du Cange (1610-1688), historien, grammairien et philologue originaire d'Amiens.
- Catherine Levesque (1616/1617-1693), originaire de Péronne, écrivaine.
- Jacques Rohault (1618/1620-1672/1675), né à Amiens, philosophe et physicien.
- François de Maucroix (1619-1708), linguiste, poète et traducteur originaire de Noyon, meilleur ami de Jean de La Fontaine.
- Jean de La Fontaine (1621-1695), originaire de Château-Thierry, ville champenoise voisine de la Picardie, a inclus quelques vers en picard dans ses Fables. Son meilleur ami était un Picard, le noyonnais François de Maucroix. Il a aussi fréquenté La Ferté-Milon dans le Valois.
- Nicolas Boileau (1636-1711), poète, écrivain et critique, prieur à Saint-Paterne de 1662 à 1670.
- Jacques Marquette (1637-1675), né à Laon, prêtre et missionnaire jésuite, explorateur du Midwest. On lui attribue aussi la découverte des sources du Mississippi ou encore de celles, avec Louis Jolliet, de l'Illinois.
- Jean Racine (1639-1699), né à La Ferté-Milon et élève au collège de Beauvais, célèbre dramaturge et poète, auteur de Phèdre et  Andromaque.Antoine Galland, orientaliste.

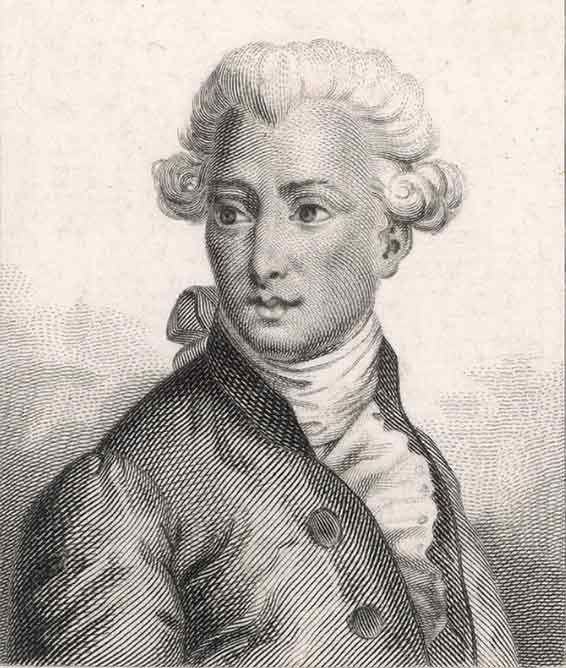
Antoine Galland, orientaliste.

- Antoine Galland (1646-1715), né à Rollot et formé à Noyon, orientaliste et traducteur-adaptateur des Mille et Une Nuits, premier rédacteur de versions littéraires modernes des contes d'Aladin et d'Ali Baba.
- Fénelon (1651-1715), écrivain, archevêque de Cambrai.
- Jean-Baptiste Poultier (1653-1719), né à Huppy, sculpteur.
- Louis de Mailly (1657-1724), baptisé à Amiens, homme de lettres.
- Georges Mareschal (1658-1736), originaire de Calais, premier chirurgien et confident de Louis XIV.
- Philippe Hecquet (1661-1737), originaire d'Abbeville, médecin célèbre en son temps et auteurs de plusieurs ouvrages de médecine.
- François Cressent (1663-1755), né à Amiens, sculpteur.
- Alain-René Lesage (1668-1747), auteur de romans picaresques, vint vivre à Boulogne-sur-Mer à la fin de sa vie, où il mourut.
- Jean-Baptiste Dubos (1672-1742), originaire de Beauvais, philosophe et homme d'Église, auteur des Réflexions critiques sur la poésie et sur la peinture.
- Nicolas Lenglet Du Fresnoy (1674-1755), originaire de Beauvais, érudit, philosophe et historien.
- Antoine François Prévost (1697-1763), habitant de Saint-Firmin à la fin de sa vie et mort à Courteuil, célèbre auteur de Manon Lescaut, dont la première partie se déroule à Amiens.
- Jean-Baptiste Dupuis (1698-1780), né à Amiens, sculpteur.

## XVIIIesiècle

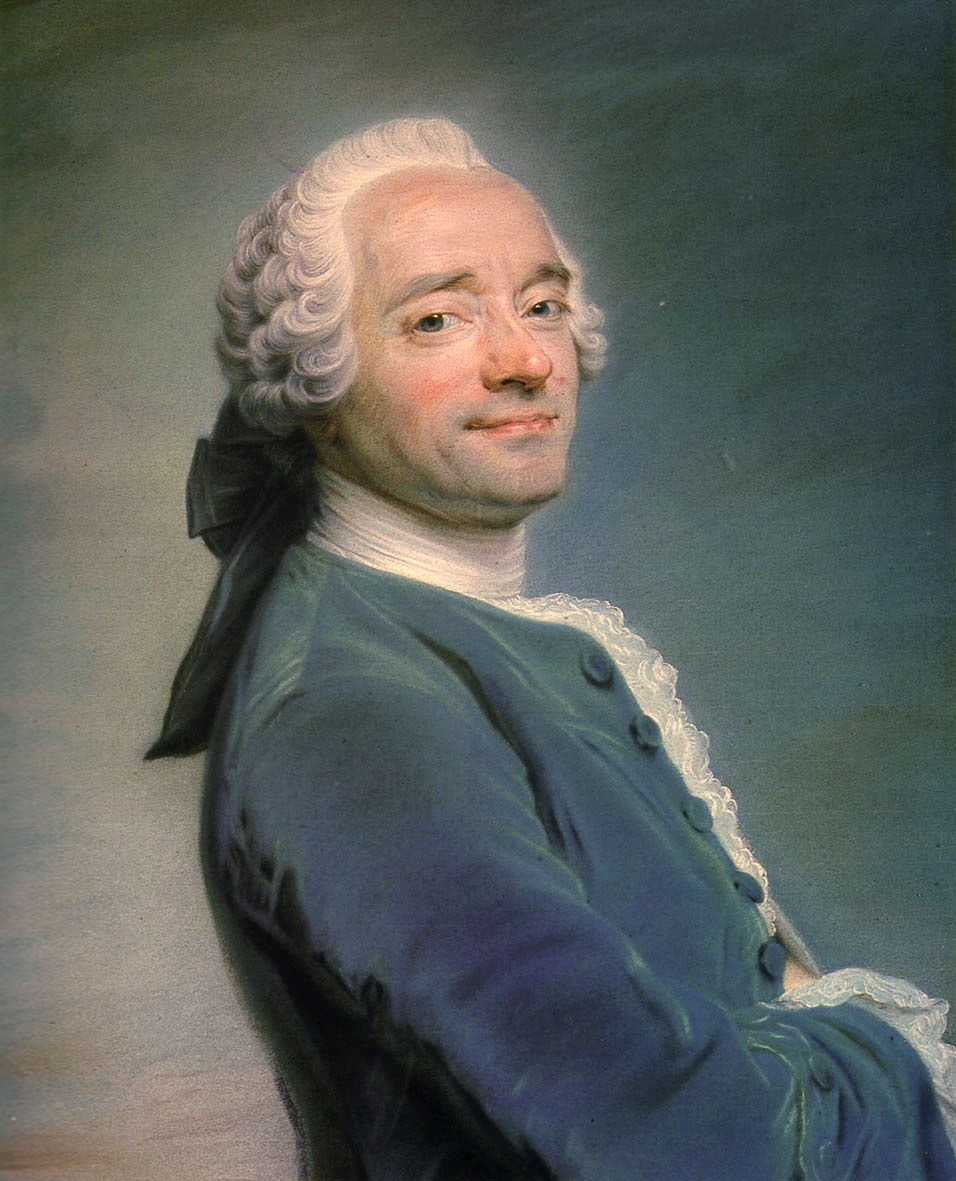
Maurice Quentin de la Tour, portraitiste pastelliste.

- Jean Antoine Nollet (1700-1770), né à Pimprez, physicien associé aux travaux de Du Fay et de Ferchault de Réaumur.
- Maurice-Quentin de La Tour (1704-1788), né et mort à Saint-Quentin, célèbre portraitiste pastelliste.
- Louis-Charles Fougeret de Monbron (1706-1760), né à Péronne, romancier libertin.
- Bonaventure Racine (1708-1755), ecclésiastique et historien, né à Chauny.
- Jean-Baptiste Gresset (1709-1777), né et mort à Amiens, poète et dramaturge, membre fondateur de l'Académie d'Amiens.
- Jean-Jacques Rousseau (1712-1778), philosophe genevois séjournant et mort à Ermenonville en 1778.
- Jean-Baptiste Vaquette de Gribeauval (1715-1789), né à Amiens, officier et ingénieur militaire de l'artillerie de campagne française.
- Jean-Charles Gervaise de Latouche (1715-1782), né à Amiens, auteur d'ouvrages libertins.
- Joseph Antoine Toussaint Dinouart (1716-1786), né à Amiens, écrivain polémiste et apologiste du féminisme.Pierre Choderlos de Laclos, auteur des Liaisons dangereuses.

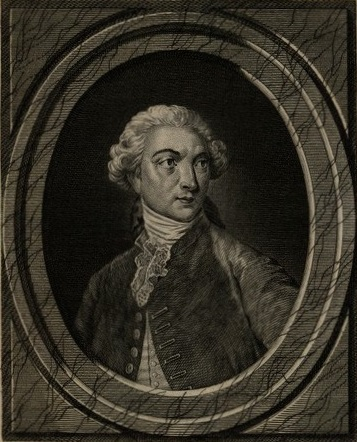
Pierre Choderlos de Laclos, auteur des Liaisons dangereuses.

- Jean-Joseph Vadé (1720-1757), né à Ham, chansonnier, dramaturge et romancier, inventeur du genre poissard.
- Pierre Nicolas Grenier (1725-1789), originaire de Corbie, historien de la Picardie.
- Louise d'Épinay (1726-1783), née à Valenciennes, écrivain des Lumières.
- Pierre Delaunay-Deslandes (1726-1803), directeur de la Manufacture des glaces de Saint-Gobain, mort à Chauny.
- Jean-Baptiste Carpentier (1726-1808), né à Hangest-sur-Somme et mort à Amiens, sculpteur.
- Charles François Lhomond (1727-1794), né à Chaulnes, prêtre et latiniste, auteur du manuel de latin De viris illustribus.
- Antoine Baumé (1728-1804), né à Senlis, formé en partie à Compiègne, pharmacien et chimiste.
- Charles-Joseph de Ligne (1735-1814), écrivain ayant vécu au château de Belœil.
- Antoine Parmentier (1737-1813), né à Montdidier, pharmacien, agronome, nutritionniste et hygiéniste précurseur de la chimie alimentaire et de l'agrobiologie. Il est connu pour sa promotion de la consommation de la pomme de terre, et a donné son nom au hachis parmentier.
- Pierre Choderlos de Laclos (1741-1803), né à Amiens. Célèbre auteur du roman épistolaire Les Liaisons dangereuses.Jean-Baptiste de Lamarck, zoologiste et naturaliste, précurseur du darwinisme.

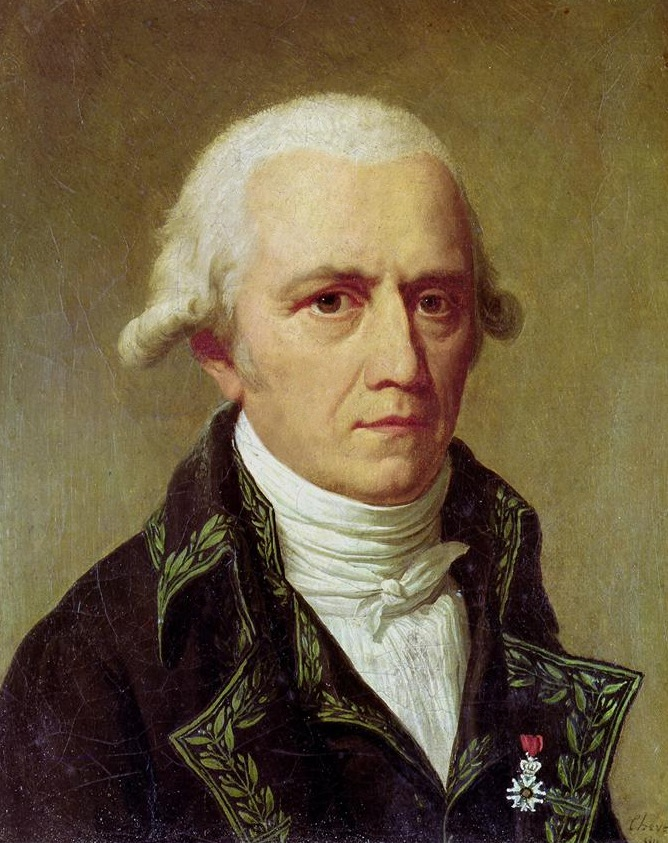
Jean-Baptiste de Lamarck, zoologiste et naturaliste, précurseur du darwinisme.

- René Just Haüy (1743-1822), né à Saint-Just-en-Chaussée, minéralogiste.
- Jean Simon Berthélemy (1743-1811), originaire de Laon, peintre.
- Nicolas de Condorcet (1743-1794), né à Ribemont, philosophe, mathématicien et représentant des Lumières.
- Jean-Baptiste de Lamarck (1744-1829), né à Bazentin, naturaliste célèbre et professeur de zoologie, auteur de la Philosophie zoologique.
- Antoine Quinquet (1745-1803), né à Soissons, inventeur de la lampe à la Quinquet.
- Valentin Haüy (1745-1822), né à Saint-Just-en-Chaussée, frère de René Just Haüy, pédagogue fondateur de la première école pour aveugle.
- Jean-Louis Baudelocque (1745-1810), médecin accoucheur et professeur d'obstétrique né à Heilly.
- Joseph Bologne de Saint-George (1745-1799), compositeur, fut détenu à Chantilly puis Hondainville de 1793 à 1794.
- Jean-Baptiste Cousin de Grainville (1746-1805), homme de lettres amiénois.
- Antoine Fouquier-Tinville (1746-1795), né à Hérouël, accusateur public du tribunal révolutionnaire.
- Rose Bertin (1747-1813), née à Abbeville, fondatrice de la haute couture française[2]. Elle fut au service de Marie-Antoinette qui trouvait en elle sa « ministre des modes ».
- Jean-Baptiste Joseph Delambre (1749-1822), né à Amiens, astronome et mathématicien.
- Amand Marie Jacques de Chastenet de Puységur (1751-1825), chef de file de l'école de magnétisme animal « psychofluidiste », installé à Buzancy dans le Soissonnais.
- Pigault-Lebrun (1753-1835), né à Calais, romancier et dramaturge.
- Manon Roland (1754-1793), a vécu à Amiens de 1781 à 1785. Elle a également entretenu une vive correspondance avec ses amies amiénoises Sophie et Henriette Cannet.Nicolas de Condorcet, figure majeure des Lumières.

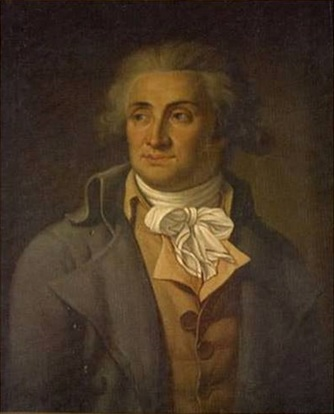
Nicolas de Condorcet, figure majeure des Lumières.

- Louis Abel Beffroy de Reigny (1757-1811), écrivain, poète, dramaturge et journaliste né à Laon.
- Maximilien de Robespierre (1758-1794), né à Arras, révolutionnaire.
- Louis Friant (1758-1829), général français de la Révolution et de l'Empire, né à Morlancourt.
- Charlotte de Robespierre (1760-1834), née à Arras, mémorialiste.
- Jean-François Lesueur (1760-1837), compositeur né à Drucat.
- Camille Desmoulins (1760-1794), né à Guise, homme de lettres, avocat, journaliste et révolutionnaire.
- Claude-Henri de Rouvroy de Saint-Simon (1760-1825), originaire de Falvy, philosophe et économiste, fondateur du saint-simonisme.
- Jean Antoine Debry (1760-1834), né à Vervins, personnage de la Révolution française.
- Gracchus Babeuf (1760-1797), né à Saint-Quentin, homme politique et révolutionnaire, précurseur du communisme.
- Thomas Alexandre Dumas (1762-1806), général français, mort à Villers-Cotterêts.
- Claude-François-Xavier Mercier de Compiègne (1763-1800), né à Compiègne, écrivain libertin.
- Louis Antoine de Saint-Just (1767-1794), originaire de Blérancourt, homme de lettres et révolutionnaire.
- Constance de Théis (1767-1845), originaire d'Autreville, poétesse et femme de lettres, pionnière du féminisme.
- Rosalie Lamorlière (1768-1848), originaire de Breteuil, domestique et femme de lettres, dernière servante de Marie-Antoinette.
- Armand de Caulaincourt (1773-1827), né à Caulaincourt, où il passa son enfance, général, diplomate et homme de lettres. Compagnon de Napoléon, il est connu pour avoir publié des Mémoires portant sur la période napoléonienne.
- Maximilien Sébastien Foy (1775-1825), né à Ham, général du Premier Empire et homme politique.
- Marie-Victoire Monnard (1777-1869), née et morte à Creil, mémorialiste française. Ses mémoires témoignent de la Révolution française.
- Pierre-Jean de Béranger (1780-1857), originaire de Péronne, chansonnier célèbre du XIXe siècle.
- Jean-Baptiste Hubert (1781-1845), architecte naval et ingénieur de la Marine, né à Chauny.
- Charles-Hubert Millevoye (1782-1816), né à Abbeville, poète romantique.
- Adrien Bourgogne (1782-1816), né à Condé-sur-l'Escaut, mémorialiste.
- Marceline Desbordes-Valmore (1786-1859), poétesse douaisienne, autrice de poésies en picard.
- Jacques Boucher de Perthes (1788-1868), pionnier de l'étude de la préhistoire, habitant d'Abbeville.
- Rosalie Caron (1791-1860), artiste peintre née à Senlis.
- Henriette Méric-Lalande (1799-1867), soprano, morte à Chantilly.

## XIXesiècle

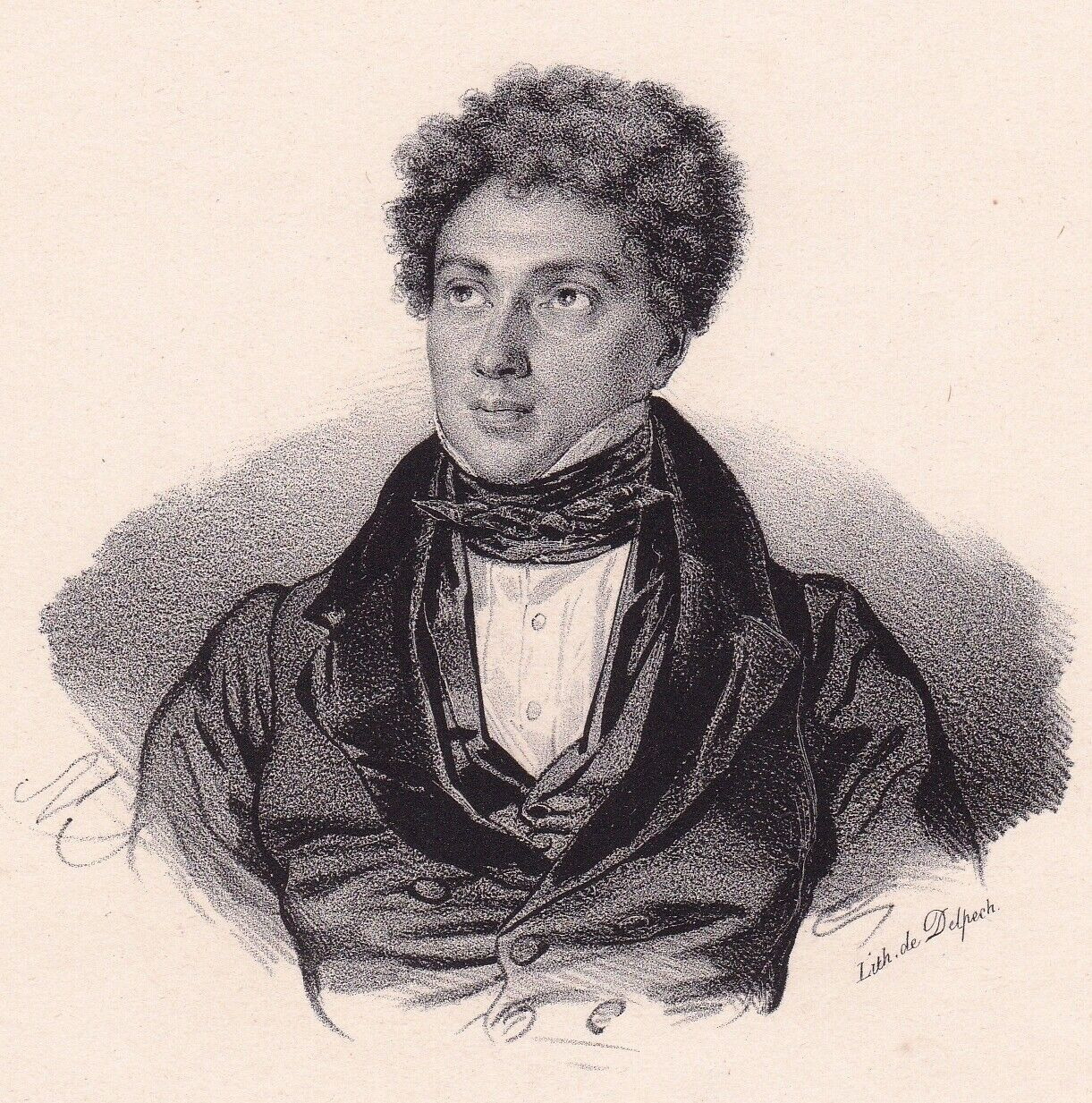
Alexandre Dumas, romancier.

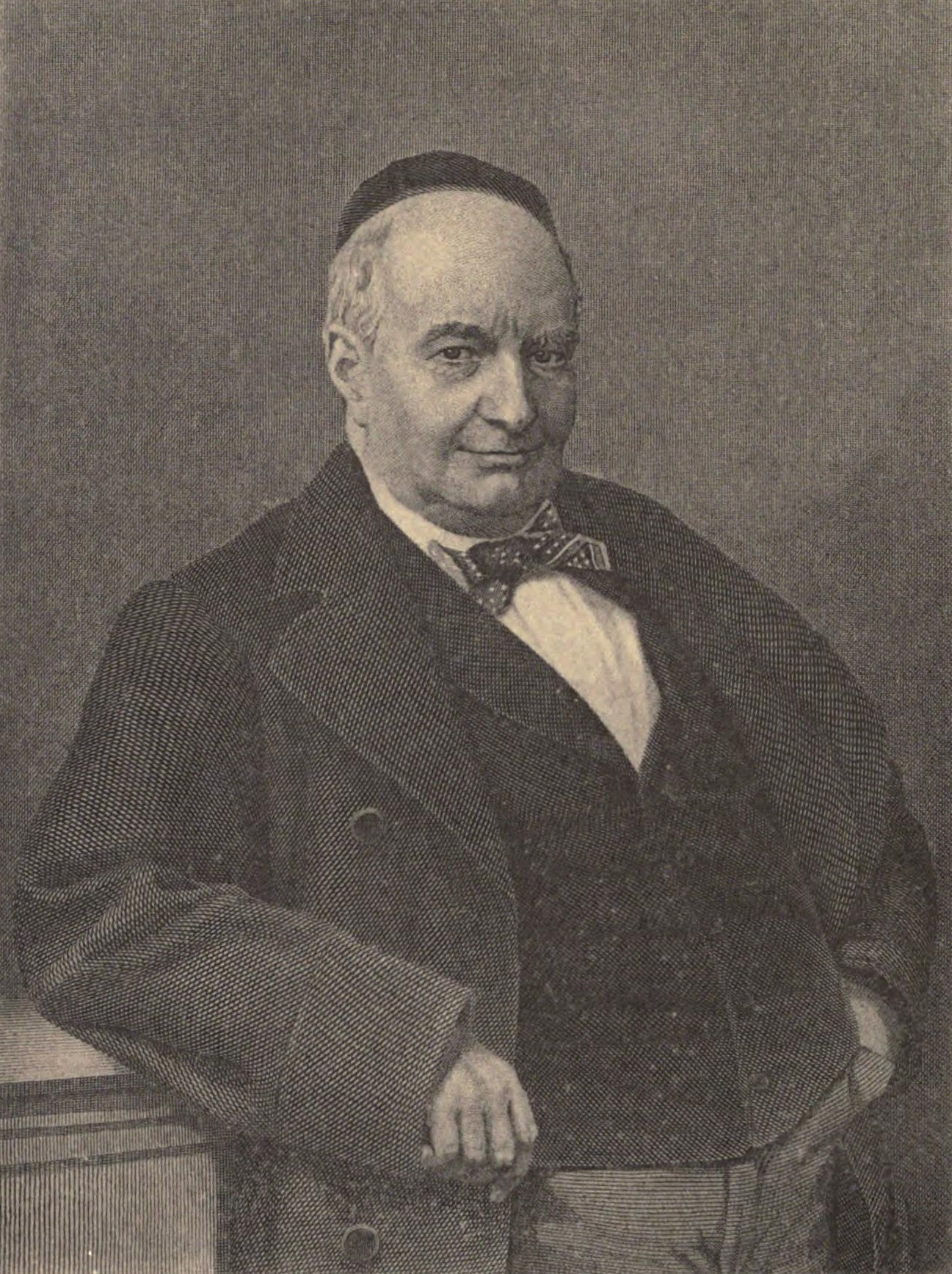
Charles-Augustin Sainte-Beuve, critique littéraire.

- Fanny Dénoix des Vergnes (1800-1879), née à Luchy, morte à Beauvais, poétesse.
- Hippolyte Bayard (1801-1887), né à Breteuil-sur-Noye, inventeur et pionnier de la photographie.
- Alexandre Dumas (1802-1870), né à Villers-Cotterêts, célèbre auteur des Trois Mousquetaires et du Comte de Monte-Cristo.
- Charles-Augustin Sainte-Beuve (1804-1869), né à Boulogne-sur-Mer, critique littéraire et écrivain, auteur de Port-Royal.
- Théophile-Jules Pelouze (1807-1867), chimiste, est administrateur des Glaces et Produits chimiques de Chauny et Saint-Gobain.
- Hector Crinon (1807-1870), né et décédé à Vraignes-en-Vermandois, poète d'expression picarde. Il est l'auteur des Satires picardes.
- Gérard de Nerval (1808-1855), originaire de Mortefontaine, célèbre poète romantique, auteur des Filles du feu ou d'Aurélia.
- Auguste Delacroix (1809-1868), peintre, né et mort à Boulogne-sur-Mer
- Louise-Victorine Ackermann (1813-1890), poétesse, qui passa son enfance à la campagne près de Montdidier.
- Arsène Houssaye (1814-1896), homme de lettres, originaire de Bruyères-et-Montbérault.
- Clotilde de Vaux (1815-1846), originaire de Méru, poétesse, elle a entretenu une correspondance avec Auguste Comte, et lui inspira sa « religion de l'Humanité ».
- Thomas Couture (1815-1879), né à Senlis, peintre des Romains de la décadence.Les Romains de la décadence de Thomas Couture.

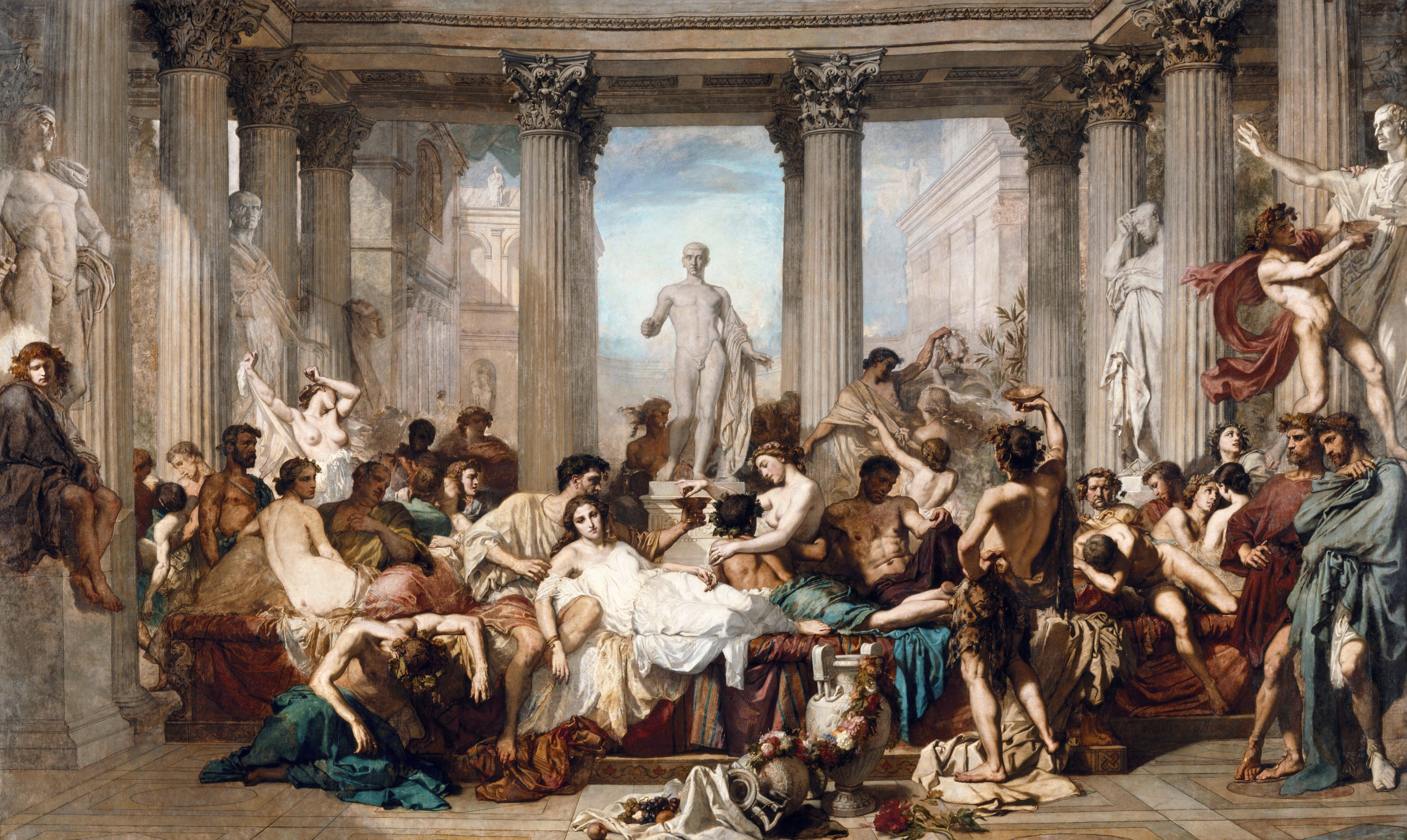
Les Romains de la décadence de Thomas Couture.

- Jean-Baptiste André Godin (1817-1888), industriel et homme politique à l'origine du familistère de Guise, né à Esquéhéries et mort à Guise.
- Alexandre Desrousseaux (1820-1892), né et mort à Lille, chansonnier de langue picarde.
- François Auguste Ferdinand Mariette (1821-1881), né à Boulogne-sur-Mer, égyptologue français.
- Jules Champfleury (1821-1889), né à Laon, écrivain, chantre du réalisme.
- Jules Verne (1828-1905), célèbre romancier, a vécu à Amiens de 1871 jusque sa mort en 1905. Il séjournait aussi au Crotoy.
- Alphonse Bouvret (1831-1898), né à Beauvais, dramaturge et journaliste.
- Jules Lefebvre (1834-1912), originaire d'Amiens, peintre français dont certaines œuvres sont exposées au Musée de Picardie et au Musée d'Orsay.
- Juliette Adam (1836-1936), née à Verberie mais élevée à Chauny[3], poétesse, romancière et féministe française.
- Marie Moret (1840-1908), morte à Guise, compagne d'André Godin, qui créa une école gratuite et laïque, vingt ans avant Jules Ferry.
- Édouard Lucas (1842-1891), né à Amiens, mathématicien français.

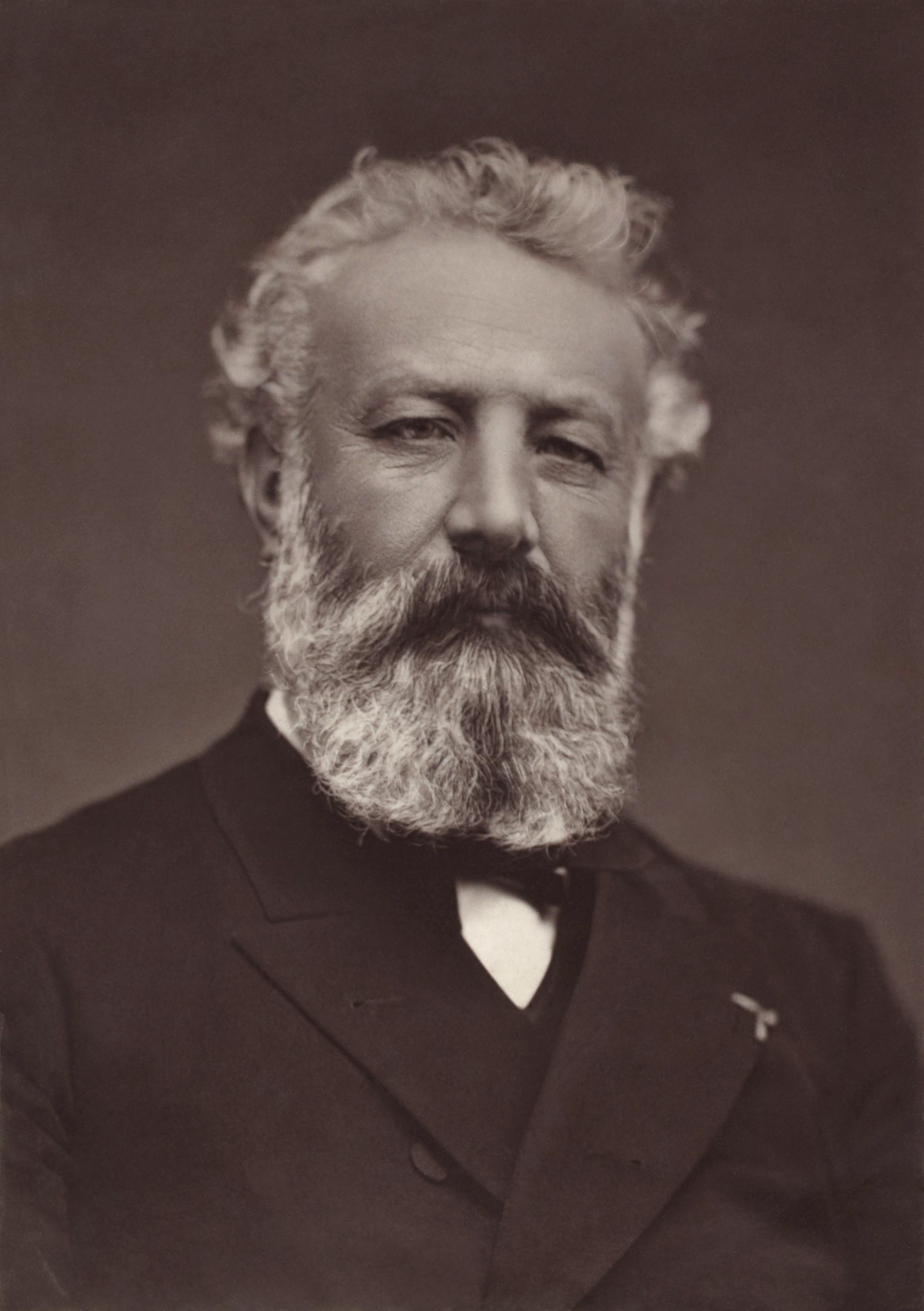
Jules Verne, romancier.

- José-Maria de Heredia (1842-1905), poète, a suivi ses études au lycée Saint-Vincent de Senlis.
- Ernest Lavisse (1842-1922), né à Le Nouvion-en-Thiérache, historien français.
- Édouard Branly (1844-1940), originaire d'Amiens, physicien et médecin, précurseur de la radio, il a découvert le principe de la radioconduction et de la télémécanique.
- Albert Robida (1848-1926), né à Compiègne, illustrateur, caricaturiste, graveur, journaliste et romancier.
- Paul Bourget (1852-1935), né à Amiens, romancier.
- Séverine (1855-1929), journaliste et écrivaine, féministe et libertaire, attachée à la commune de Pierrefonds où elle est décédée.
- Jenny Zillhardt (1857-1939), née à Saint-Quentin, peintre.
- Édouard Lévêque (1857-1936), né à Amiens et habitant du Touquet, peintre et photographe, auteur de l'expression « Côte d'Opale ».
- Alice Mathieu-Dubois (1861-1942), née à Compiègne, où elle passa son enfance, première bachelière et Française noire à devenir docteure en médecine.
- Henri Carnoy (1861-1930), né à Warloy-Baillon, folkloriste de contes picards.
- Jules Huret (1863-1915), né à Boulogne-sur-Mer, journaliste et écrivain.
- Édouard David (1863-1932), né et mort à Amiens, poète et écrivain de langue picarde.
- Madeleine Zillhardt (1863-1950), née à Saint-Quentin, écrivaine et décoratrice.
- George Auriol (1863-1938), né à Beauvais, écrivain et peintre.
- Berthe Abraham (1863-1938), née à Amiens, romancière.
- Séraphine de Senlis (1864-1942), née à Arsy et morte à Erquery, artiste peintre.
- Jehan-Rictus (1867-1933), né à Boulogne-sur-Mer, poète.
- Philéas Lebesgue (1869-1958), né à Beauvais, romancier et poète, en français et en picard.
- Henri Matisse (1869-1954), peintre et sculpteur célèbre, a passé sa jeunesse à Bohain-en-Vermandois.Henri Matisse, peintre.

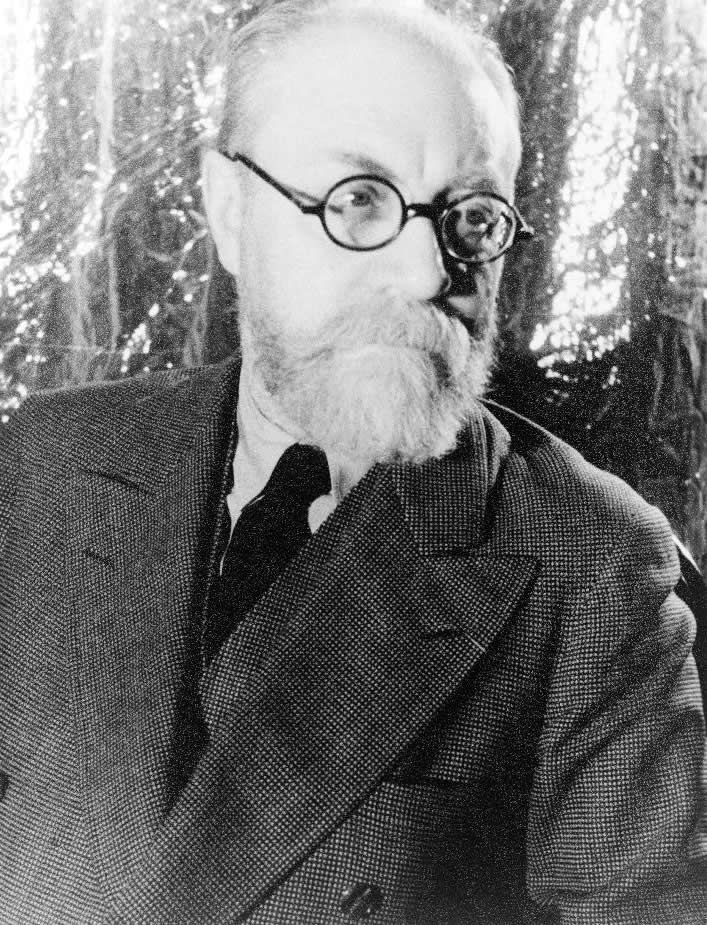
Henri Matisse, peintre.

- Joseph Pinchon (1871-1953), auteur de bande dessinée, créateur graphique du personnage de Bécassine.
- Marie Denizard (1872-1959), militante féministe née à Pontru.
- Marguerite Burnat-Provins (1872-1952), née à Arras, poétesse.
- Henri-Léon Lebesgue (1875-1941), né à Beauvais, mathématicien majeur de la première moitié du XXe siècle.
- Emma Saïd Ben Mohamed (1876-1930), grand-mère maternelle d'Édith Piaf, née à Soissons.
- Suzanne Noël (1878-1954), née à Laon, pionnière de la médecine, docteure en ce domaine.
- Louis Debrouwer (1879-1967), architecte de monuments historiques comme les hôtels de ville de Calais et du Touquet-Paris-Plage, ou encore du Royal Picardy, avec Pierre Drobecq.
- Roger Martin du Gard (1881-1958), écrivain, demeure à Clermont en 1920 et 1921, où il rédige les deux premiers livres des Thibault.
- Pierre Mac Orlan (1882-1970), né à Péronne, auteur du Quai des brumes.
- Germaine Dulac (1882-1942), née à Amiens, cinéaste française.
- Coco Chanel (1883-1971), a vécu à Compiègne et à Lacroix-Saint-Ouen.
- Roland Dorgelès (1885-1973), né à Amiens, romancier, auteur des Croix de bois.
- Maxime de Sars (1886-1960), né et mort à Urcel, historien.
- Pierre Jean Jouve (1887-1976), né à Arras, romancier, auteur de Paulina 1880.
- Georges Bernanos (1888-1948), originaire de Fressin, demeure à Clermont de 1927 à 1930, son œuvre les Dialogues des carmélites porte aussi sur les Carmélites de Compiègne.
- Maurice Blanchard (1890-1960), né et mort à Montdidier, ingénieur aéronautique et poète lié au surréalisme.
- Pierre Drobecq (1893-1944), natif d'Amiens, habitant de Boulogne-sur-Mer, et mort à Creil, architecte de plusieurs monuments historiques picards comme l'Hôtel de ville du Touquet-Paris-Plage, ou le Royal Picardy, avec Louis Debrouwer.
- Adrienne Bolland (1895-1975), pionnière de l'aviation, célèbre pour avoir été la première femme à effectuer la traversée par avion de la cordillère des Andes, fut formée au Crotoy.
- Eugène Dabit (1898-1936), écrivain et peintre célèbre pour son roman L'Hôtel du Nord, est né à Mers-les-Bains.

## XXesiècle
- Yvonne de Gaulle (1900-1979), née à Calais, épouse du général de Gaulle.
- Philippe Leclerc de Hauteclocque (1902-1947), général et figure majeure de la Libération, né à Belloy-Saint-Léonard.
- Maurice Domon (1903-1983), né et mort à Amiens, marionnettiste pour la compagnie Chés Cabotans.
- Maxence Van der Meersch (1907-1951), écrivain et romancier, il achète en 1949 une villa au Touquet dans laquelle il meurt deux ans plus tard.Hubert de Givenchy, grand couturier fondateur de la marque homonyme.

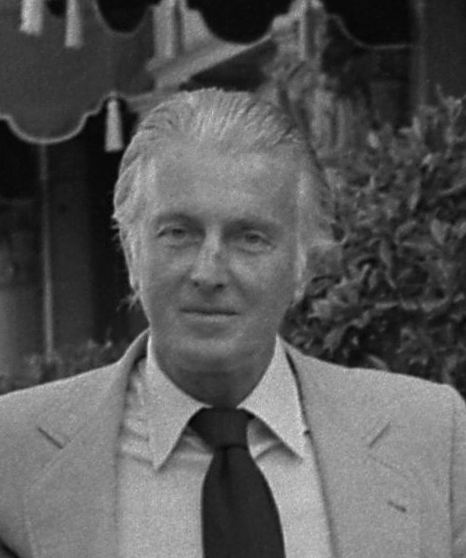
Hubert de Givenchy, grand couturier fondateur de la marque homonyme.

- Madeleine Michelis (1913-1944), résistante amiénoise lors de la Seconde Guerre mondiale.
- Yves Montand (1921-1991), acteur, décédé à Senlis.
- Daniel Boulanger (1922-2014), né à Compiègne et mort à Senlis, écrivain.
- Hubert de Givenchy (1927-2018), né à Beauvais, grand couturier, créateur de la marque de haute couture Givenchy.
- Robert Fossier (1927-2012), historien et universitaire, auteur d'ouvrages portant sur la Picardie.
- Pierre Garnier (1928-2014), né à Amiens et mort à Saisseval, poète spatialiste.
- Philippe Tesson (1928-2023), né à Wassigny, journaliste, écrivain, critique littéraire et dramatique, patron de presse.
- Jacques Darras (1939-), né à Bernay-en-Ponthieu, poète, essayiste et universitaire.
- François Beauvy (1944-), né à Sarcus, écrivain de langue française et picarde.
- Jean-Pierre Pernaut (1950-2022), originaire d'Amiens, animateur et journaliste de télévision.
- Guillaume Laurant (1961-), né à Saint-Quentin, notamment connu comme scénariste de films de Jean-Pierre Jeunet. Il est d'ailleurs auteur des dialogues du Fabuleux Destin d'Amélie Poulain ou de La Cité des enfants perdus.
- Anne Brochet (1966-), née à Amiens, actrice et romancière, célèbre pour ses rôles comme Roxane dans Cyrano de Bergerac, ou Madeleine dans Tous les matins du monde.Emmanuel Macron, vingt-cinquième président de la République française.

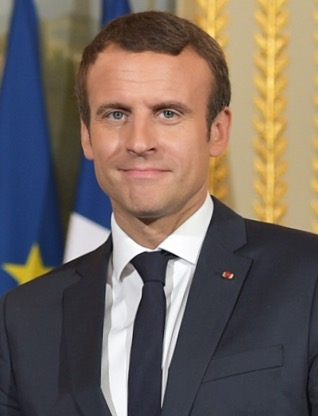
Emmanuel Macron, vingt-cinquième président de la République française.

- Philippe Etchebest (1966-), né à Soissons, chef cuisinier et animateur de télévision.
- Sébastien Cauet (1972-), né à Saint-Quentin, originaire de Marle, animateur audiovisuel et producteur de télévision.
- Claire Keim (1975-), née à Senlis, chanteuse.
- François Ruffin (1975-), né à Calais et formé à Amiens, journaliste, réalisateur et homme politique.
- Sébastien Perez (1975-), né à Beauvais, auteur spécialisé dans la littérature jeunesse.
- Emmanuel Macron (1977-), né à Amiens, vingt-cinquième président de la République française.
- Grégoire (1979-), né à Senlis, chanteur.Élodie Gossuin, styliste et ex-Miss France, Miss Picardie, et Miss Europe.

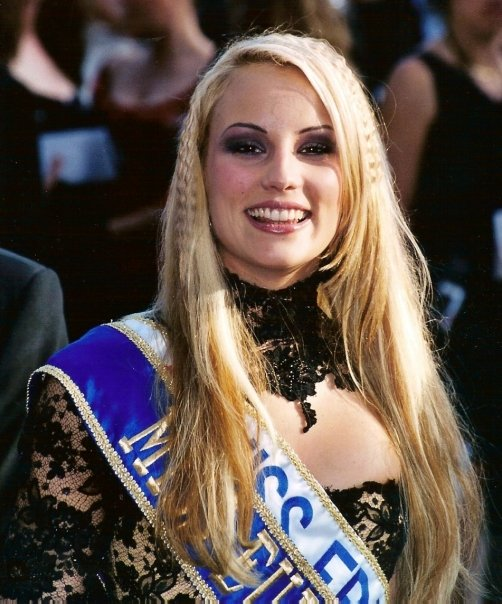
Élodie Gossuin, styliste et ex-Miss France, Miss Picardie, et Miss Europe.

- Kamini (1979-), né à Le Nouvion-en-Thiérache et élevé à Marly-Gomont, rappeur célèbre pour son hit Marly-Gomont.
- Élodie Gossuin (1980-), originaire de Trosly-Breuil, chroniqueuse, styliste, femme politique, animatrice de télévision et de radio, élue Miss France 2001.
- Constance (1985-), née à Vieux-Moulin, actrice et humoriste française.
- Adrien Tomas, né à Soissons, écrivain.
- François-Henri Désérable (1987-), originaire d'Amiens, écrivain.
- Mohamed Mbougar Sarr (1990-), romancier sénégalais d'expression française et beauvaisien d'adoption, lauréat du Prix Goncourt en 2021 pour La Plus Secrète Mémoire des hommes.
- Camille Pépin (1990-), née à Amiens, compositrice française.
- Édouard Louis (1992-), né à Abbeville, écrivain et traducteur français.
- Panayotis Pascot, né le 9 août 1998 à Amiens, humoriste, acteur, scénariste, réalisateur et écrivain français.

## XXIesiècle
- Michou (2001-), originaire d'Albert et natif d'Amiens, vidéaste.